# قرار مجلس الأمن التابع للأمم المتحدة رقم 4
قرار مجلس الأمن التابع للأمم المتحدة رقم 4، الذي اعتمد في 29 أبريل 1946، ندد بنظام فرانكو في إسبانيا وشكل لجنة فرعية لتقرر ما إذا كان حكمه قد يؤدي إلى احتكاك دولي أو لا، وإذا كان الأمر كذلك، ماذا يمكن عمله حيال ذلك.
وقد اعتمد القرار بأغلبية 10 أصوات، بينما امتنع اتحاد الجمهوريات السوفيتية الاشتراكية عن التصويت.

## وصلات خارجية
- Footage of Security Council discussion
- نص القرار على UN.org (PDF)